# Aristea angolensis
Aristea angolensis är en irisväxtart som beskrevs av John Gilbert Baker. Aristea angolensis ingår i släktet Aristea och familjen irisväxter.

## Underarter
Arten delas in i följande underarter:
- A. a. acutivalvis
- A. a. angolensis
- A. a. majubensis
- A. a. pulchella